# 1511 w polityce

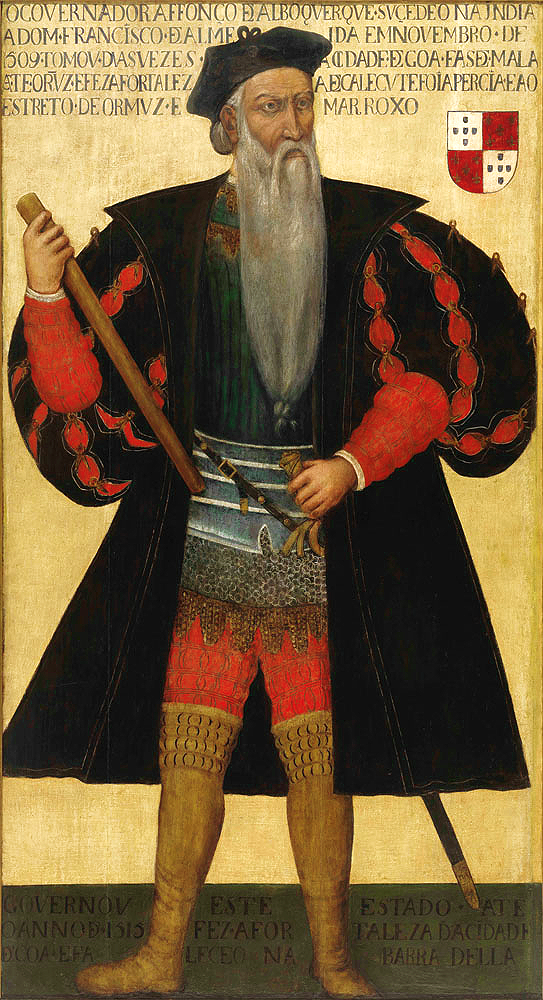
Afonso de Albuquerque

Wydarzenia polityczne w 1511 roku.

## Wydarzenia
- 15 sierpnia portugalski żeglarz, odkrywca i dowódca Afonso de Albuquerque[1][2][3][4][5] zdobywa Malakkę, strategiczną twierdzę nad cieśniną o tej samej nazwie.

## Urodzili się
- 1 stycznia Henryk Tudor, książę Kornwalii, syn króla Anglii Henryka VIII Tudora[6]. Dziecko umrze po niespełna dwóch miesiącach, 22 lutego.

## Zmarli
- 6 września Wilhelm, książę Jülich i Bergu[7].